# San Cosme y Damián (Distrikt in Paraguay)
San Cosme y Damián ist ein Distrikt im Departamento Itapúa von Paraguay. Er erstreckt sich über eine Fläche von 200 Quadratkilometer und hat etwa 6.780 Einwohner. Der Distrikt wird umgeben von den Nachbardistrikten Coronel Bogado und General Delgado, im Westen grenzt er an das Departamento Misiones und im Süden, getrennt durch den Río Paraná, an Argentinien.
An diesem Ort wurde im Jahre 1632 durch den Jesuitenpater Adriano Formoso die Jesuitenreduktion San Cosme y Damián gegründet.